# Zucchini
Die Zucchini [t͡sʊˈkiːni] (Cucurbita pepo subsp. pepo convar. giromontiina), in der Deutschschweiz Zucchetti, sind eine Unterart des Gartenkürbisses und gehören zur Pflanzenfamilie der Kürbisgewächse (Cucurbitaceae). Zucchini sind einhäusig, das heißt, männliche und weibliche Geschlechtsorgane befinden sich in getrennten Blüten, aber an einer Pflanze.
Zucchini sind eine Zuchtform des ursprünglich in Amerika beheimateten und zu den ältesten Kulturpflanzen der Menschheit zählenden Gartenkürbisses. Dieser gelangte in der Neuzeit nach Europa, wo in Italien die Zucchini gezüchtet wurden.

## Beschreibung und Anbau

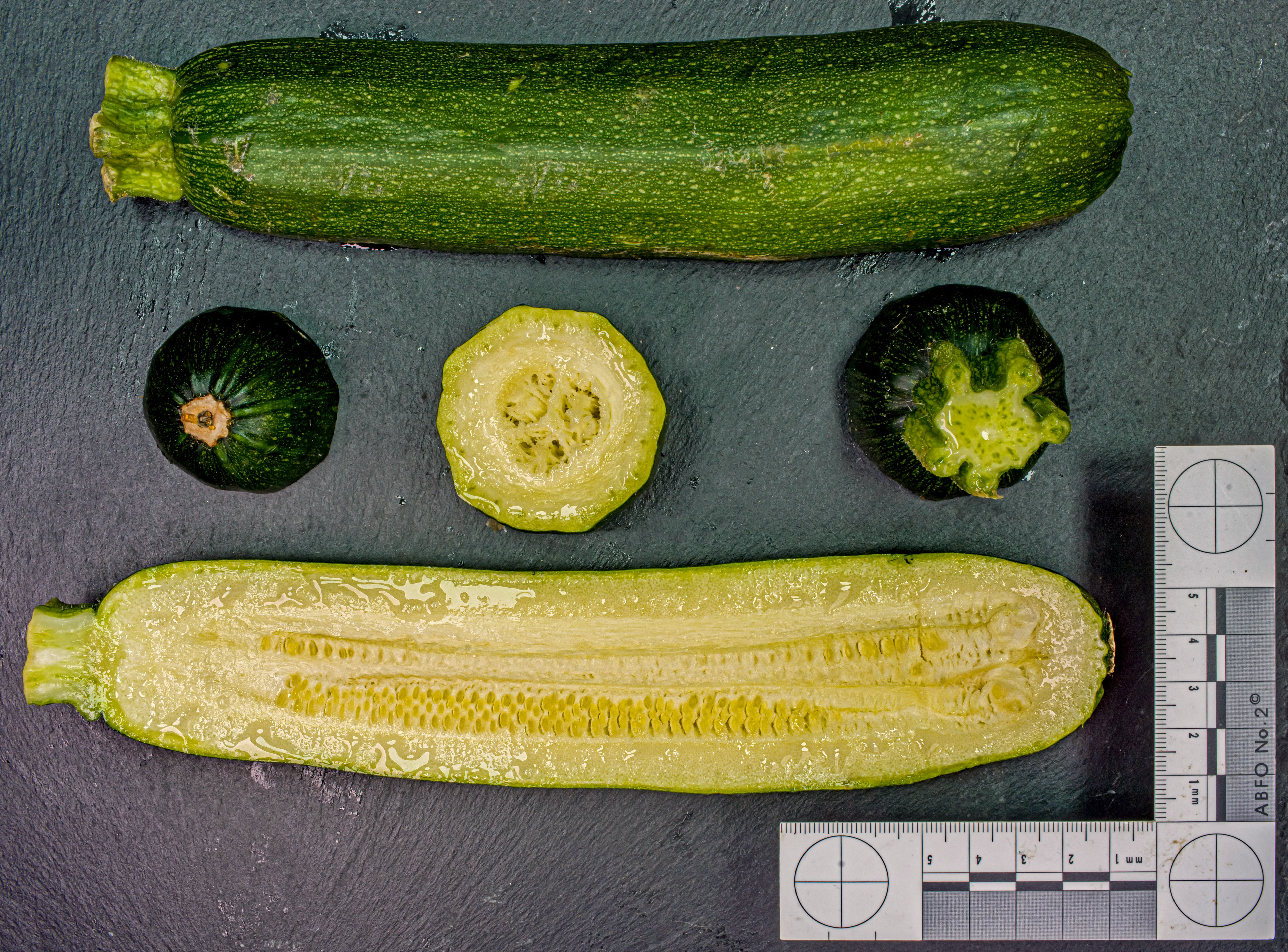
Querschnitte durch eine Zucchini

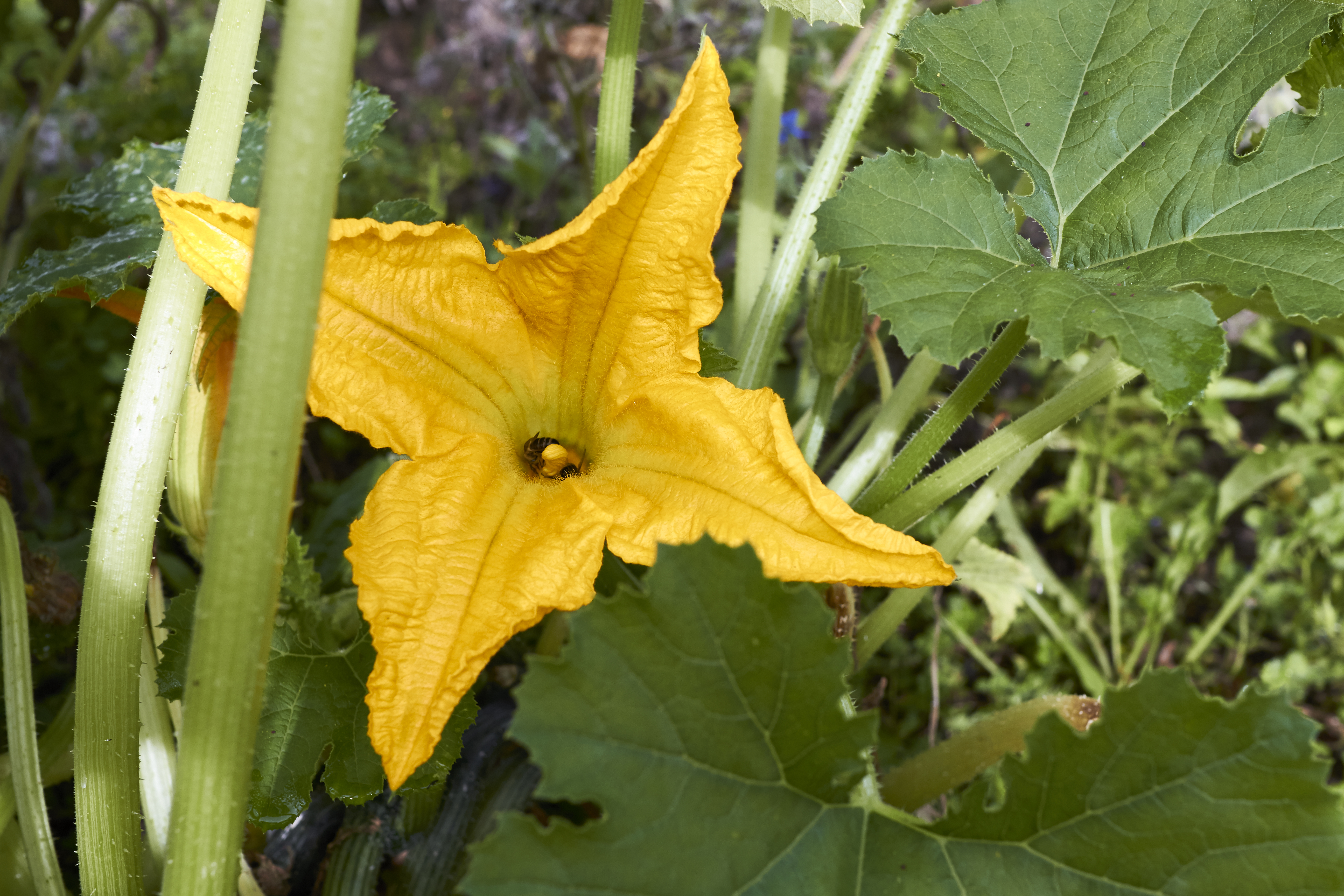
Männliche Blüte einer Zucchinipflanze, besucht von zwei Honigbienen

Die Zucchinipflanzen gleichen denen des Gemüsekürbisses, jedoch sind ihre Blätter deutlich kleiner, und sie neigen weniger zur Bildung von Ranken. Die monözische Zucchinipflanze hat männliche und weibliche Blüten. Die männlichen, die keine Früchte ausbilden, sind erkennbar am längeren Stiel und dem fehlenden Fruchtknoten direkt unterhalb der Blütenblätter. In kühlen und regnerischen Sommern können vermehrt männliche Blüten auftreten.
Die Blütezeiten von männlichen und weiblichen Blüten an einem Exemplar sind unterschiedlich (verhindert Eigenbestäubung), selten gleichzeitig. Eine Bestäubung und Fruchtbildung wird somit eher nur an einem anderen Exemplar mit anderem Blührhythmus erfolgen. Einzelpflanzen bringen daher keine oder geringere Erträge als wenn zwei oder mehr Pflanzen gesetzt werden. Das manuelle Übertragen von Pollen auf die Stempel weiblicher Blüten ist einfach und sichert bei schlechtem Wetter oder Bienenmangel den Ertrag.
Es gibt Zucchini mit weißen, gelben, creme-grünen, dunkelgrünen sowie gestreiften Früchten bzw. Beeren. Es gibt längliche und runde Formen. Wenn man Zucchini bei einer Länge von 10 bis 20 cm erntet, ergeben sie ein zartes Gemüse. Lässt man sie wachsen, erreichen sie die Größe von Kürbissen, sie entwickeln dann mitunter eine harte Schale und im Inneren ausgeprägte Kerne. Dann lassen sie sich wie Kürbisse bis weit in den Winter hinein lagern und auch ähnlich verarbeiten. Bevorzugte Erntezeit ist von Juni bis Oktober. Die anspruchslosen Pflanzen wachsen auch in mitteleuropäischen Breiten.
Die Aussaat erfolgt von Mitte April bis Ende Mai auf humosem, ausreichend feuchtem Boden. Aus diesem Grund wird traditionell, einem im 17. Jahrhundert in Italien geprägten Brauch folgend, am 7. Mai der „Tag der Zucchini“ (giorno dello zucchetto) begangen. Jede Pflanze benötigt mindestens anderthalb bis zwei Quadratmeter Platz. Die Samen der Zucchini benötigen ungefähr ein bis zwei Wochen bis zur Keimung. Die Früchte zählen lebensmitteltechnisch zu den Fruchtgemüsen.

## Verwendung

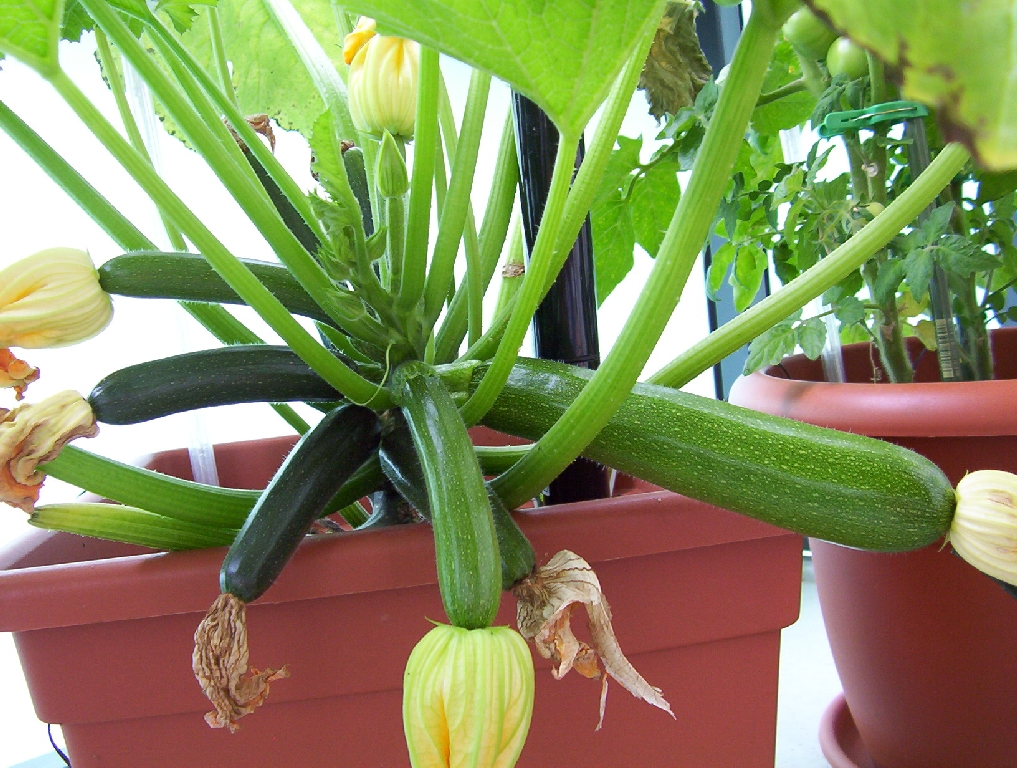
Junge Früchte kurz nach dem Verblühen, die Blütenhülle noch am Fruchtknoten sitzend

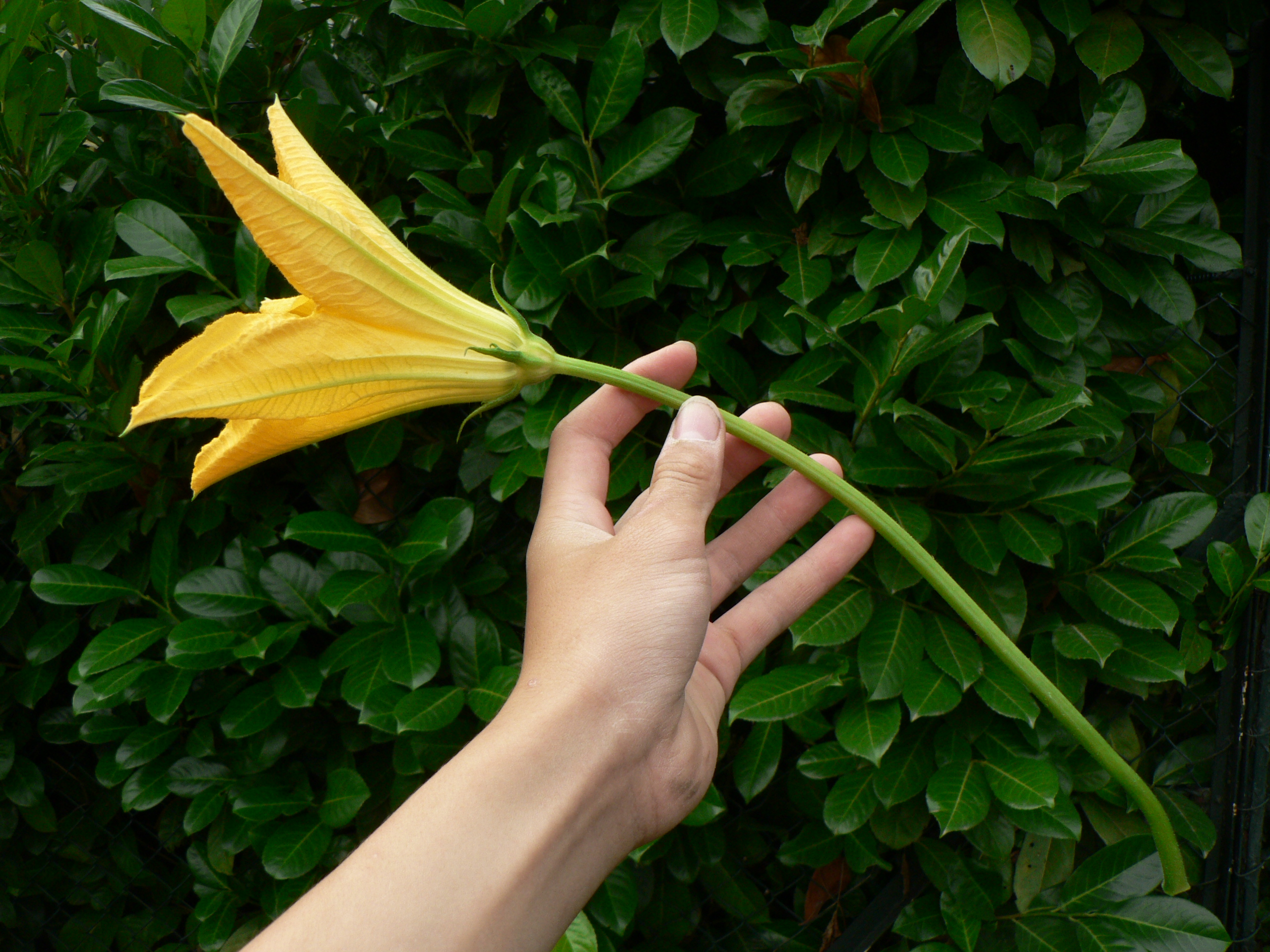
Größenvergleich der männlichen Blüte mit einer Hand

Zucchinifrüchte werden roh, gekocht, gegrillt und gebraten gegessen. Auch die sehr großen gelben Blüten sind für den Verzehr geeignet und gelten als Delikatesse (siehe Zucchiniblüte); bei Verwendung nur der männlichen Blüten wird der Ertrag an Früchten nicht geschmälert.
Zucchini enthalten, wie andere Kürbissorten auch, viel Wasser und daher wenig Nahrungsenergie. Zudem sind sie vitaminreich und leicht verdaulich. 100 g Zucchini enthalten durchschnittlich: 80 kJ (19,1 kcal), 93 g Wasser, 2,2 g verwertbare Kohlenhydrate, 1,6 g Eiweiße, 1,1 g Ballaststoffe, 152 mg Kalium, 30 mg Calcium, 25 mg Phosphor, 3 mg Natrium, 1,5 mg Eisen, Vitamine A und C.
Zucchini werden in der Regel unreif geerntet, wenn die Früchte etwa 15 bis 30 Zentimeter lang sind und etwa 100 bis 300 Gramm wiegen. Sie halten bis zu 12 Tage, sollten aber nicht unter 8 °C gelagert werden. Die Zucchini sollten zudem nicht in der Nähe von Tomaten, Äpfeln und anderen klimakterischen Früchten gelagert werden, da das von jenen abgesonderte Ethylen Zucchini schnell reifen und verderben lässt. Ausgereifte Exemplare bilden ein holziges Gewebe unter der Schale und können 5 kg wiegen, sind dann mehrere Monate haltbar und als Wintergemüse geeignet. Sie können dann – ähnlich wie große Kürbisse – geschält und vom Kernträgergewebe befreit geschmort werden.

## Giftigkeit

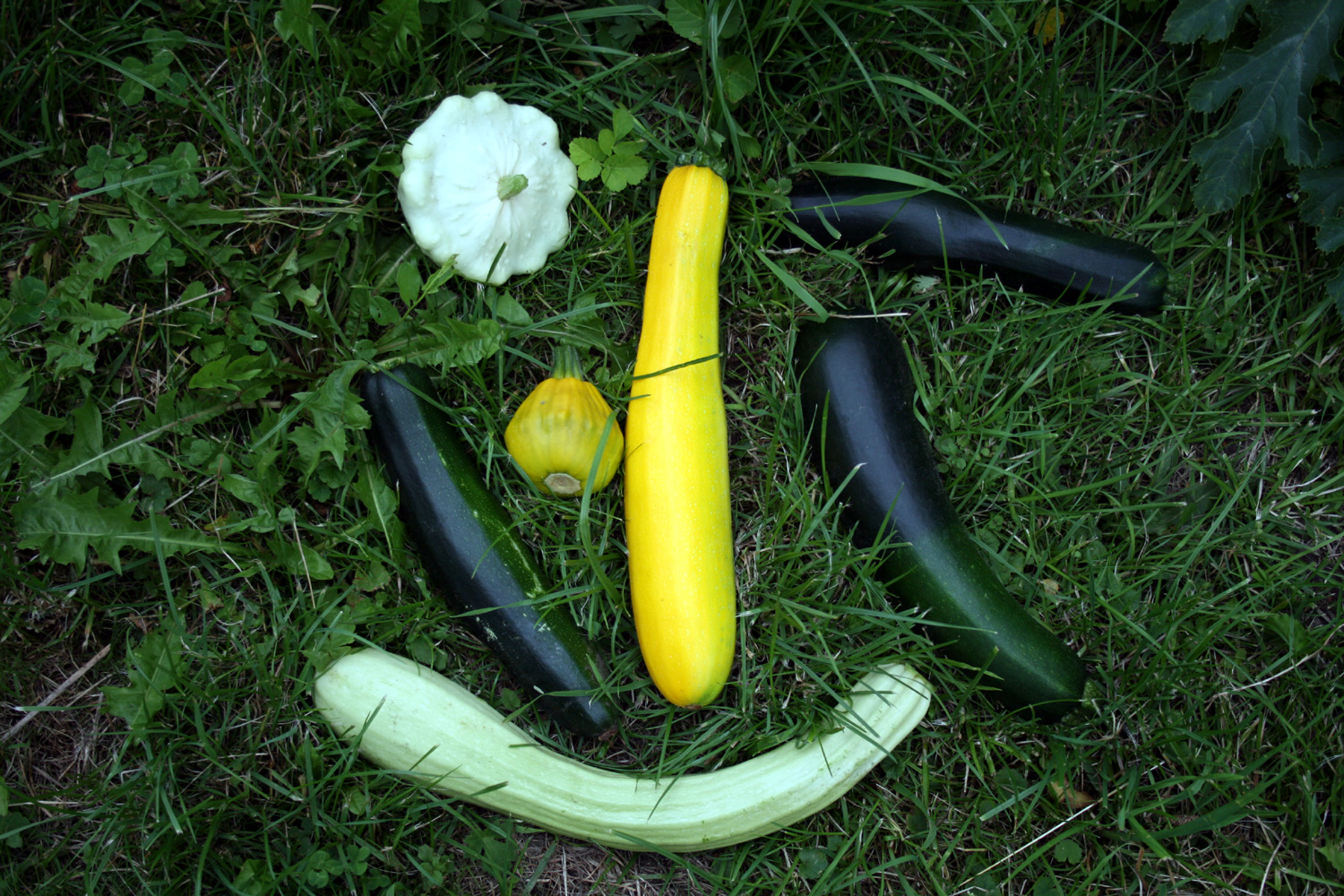
Verschiedene Zucchini mit einem weißen Patisson-Kürbis oben links

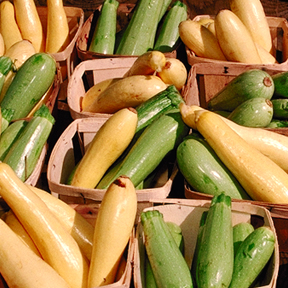
Zucchinifrüchte

Bitter schmeckende Zucchini enthalten Bitterstoffe (Cucurbitacine), diese Bitterstoffe der Zucchini dürfen nicht verzehrt und müssen entsorgt werden. Sie sind sehr giftig und rufen auch in kleinen Mengen Übelkeit, Erbrechen und Durchfall bis hin zu lebensbedrohlichen Darmschäden hervor. Dem Verzehr der Zucchini sollte immer eine Kostprobe der Zucchinispitze (Fruchtansatz, wo die Blüte saß), wo der Cucurbitacineanteil am größten ist, vorangehen, und bei Bitterkeit ist die Probe sofort auszuspucken. Die giftigen Bitterstoffe, die Cucurbitacine, werden auch durch Kochen nicht zerstört und greifen nach Verzehr die Magen- und Darmschleimhaut an.
Besonders durch Rückkreuzung (selbstgezogener Samen) oder Kreuzung mit anderen Kürbispflanzen kann ein erhöhter Gehalt an Cucurbitacinen entstehen. Wenn beispielsweise Gärtner Zucchini in der Nähe von Zierkürbissen pflanzen, können Pollen übertragen und eine Rückkreuzung verursacht werden. Auch Stresssituationen (Hitze, Transport, Lagerung, besonders bei Kübelpflanzen) und genetische Spontanveränderungen können zu einer vermehrten Cucurbitacinproduktion führen. Eine Pflanze, die sich wieder erholt hat, kann aber danach wieder genießbare Früchte hervorbringen. Um jegliche Gefahr zu vermeiden, sollte der Hobbygärtner auf jeden Fall auf Samen aus kontrolliertem Anbau, also auf gekaufte Samen, zurückgreifen. 2015 wurde der Tod eines Mannes an den Folgen einer Vergiftung nach dem Verzehr eines bitterschmeckenden Zucchini-Auflaufes dokumentiert.

## Etymologie
Die Tatsache, dass die Zucchini eine Unterart des Gartenkürbisses sind, zeigt sich auch im Namen: Im Italienischen ([dzukˈkiːni]) ist das Maskulinum singularis Zucchino bzw. das Femininum Zucchina die Verkleinerungsformen von Zucca „Kürbis“, bedeuten also so viel wie „kleiner Kürbis“. Die deutschschweizerische Bezeichnung Zucchetto bzw. Zucchetti (Plural) kommt aus dem norditalienischen bzw. venezianischen Dialekt und bezeichnet ebenfalls das Diminutiv von Zucca.
Die deutsche Form Zucchini ist also ursprünglich der Plural des italienischen Zucchino. Laut Duden lautet die Einzahl im Deutschen die Zucchini, seltener der Zucchino. Meist wird nur die Pluralform verwendet. Im Französischen heißen sie Courgette, im Niederländischen und britischen Englisch ebenfalls. Im amerikanischen Englisch werden sie wie im Deutschen Zucchini genannt, auf Spanisch Calabacín und auf Portugiesisch Abobrinha.